# Вишньоволоцьке водосховище
57°33′53″ пн. ш. 34°27′46″ сх. д. / 57.564777777778° пн. ш. 34.462855555556° сх. д.
Вишньоволоцьке водосховище (рос. Вышневолоцкое водохранилище) — водосховище у Вишньоволоцькому районі Тверської області, Росія, розташоване на захід від міста Вишній Волочек. Об'єм води — 0,32 км³, площа поверхні — 108 км², довжина — 9 км, найбільша ширина — до 9 км. Висота над рівнем моря — 163,5 м.

## Опис
Водосховище займає центральну частину району. Воно було створено видатним гідротехніком-самоучкою  М. І. Сердюковим для підтримки судноплавного рівня у Вишньоволоцькій водній системі, яка сполучила Балтійське море з Волгою по ідеї імператора Петра I. Водосховище є частиною Вишньоволоцької водної системи.
З Вишньоволоцького водосховища має виток річка Тверця. Звідси вона починає свій 188-кілометровий шлях до Волги. Річка Цна сполучає водосховище з Мстою і Волховом.
Водосховище утворено в долинах річок Шліна і Цна в XVIII столітті, в 1719 році. В 1951 підпірні споруди водосховища були реконструйовані .
Рівень водосховища коливається в межах 3 м. Водосховище здійснює сезонне регулювання стоку. Використовується для водопостачання, водного транспорту, лісосплаву, енергетики і рибного господарства (лящ, судак, щука).
Водосховище є важливим резервним джерелом для річки Тверця і каналу імені Москви.
Напір водосховища використовується для вироблення електроенергії на двох малих ГЕС